# Iban Fagoaga
Iban Fagoaga Aguirre (Bera, Navarra, 26 de marzo de 1980) es un exfutbolista español que se desempeñaba como defensa y actual entrenador de fútbol que actualmente dirige como segundo entrenador al Atlas fc en la liga Mexicana 

## Trayectoria

### Como jugador
Fagoaga se formó en la cantera del Antiguoko K.E., llegando a la S.D. Eibar "B" en la temporada 1999-2000 y consiguiendo el ascenso a 2ªB al término de la misma.
En la temporada 2001-2002 debutó con la S.D. Eibar (2.ª) de la mano de Blas Ziarreta en el empate (1-1) en Ipurúa frente al R.C. Recreativo de Huelva. En la temporada siguiente Fagoaga se convirtió en jugador de la primera plantilla, permaneciendo en el club hasta la temporada 2006-2007 tras el ascenso a 2ª División.
Tras su salida del club armero fichó por el Granada 74 C.F. (2.ª), club creado a raíz de la compra de Carlos Marsá del C.F. Ciudad de Murcia, que traslado el equipo a Motril y cambió su nombre. Terminada la temporada, tras descender a 2ªB, dejó el equipo.
Fagoaga firmó en la temporada 2008-2009 por el Deportivo Alavés (2.ª), donde una serie de complicaciones renales le permitieon jugar solamente un partido y provocaron su retirada al final de la misma.

### Como entrenador
Posteriormente en la temporada 2011-2012 regresó a la S.D. Eibar para hacerse cargo del conjunto cadete y en la temporada 2014-2015 se hizo cargo del banquillo juvenil al que dirigió durante 5 temporadas.
En enero de 2019 pasó a entrenar al CD Vitoria, filial de la SD Eibar.
En junio de 2021 se hizo cargo del Arenas Club de la Segunda División RFEF. El 19 de abril de 2022, sería destituido y relevado por Toño Vadillo, que era el director deportivo del Arenas Club, cuando el equipo estaba a tres puntos de la eliminatoria.
El 9 de diciembre de 2022, firma como entrenador del Club Portugalete de la Tercera División de España (Grupo IV).

## Clubes

### Como jugador
| Club             | País   | Año       |
| ---------------- | ------ | --------- |
| S.D. Eibar "B"   | España | 1999-2002 |
| S.D. Eibar       | España | 2001-2007 |
| Granada 74 C.F.  | España | 2007-2008 |
| Deportivo Alavés | España | 2008-2009 |

### Como entrenador
| Club                 | País   | Año             |
| -------------------- | ------ | --------------- |
| SD Eibar Juvenil "A" | España | 2014-2019       |
| CD Vitoria           | España | 2019-2021       |
| Arenas Club          | España | 2021-2022       |
| Club Portugalete     | España | 2022-2023       |
| Lagun Onak           | España | 2023-Actualidad |